# Sádrokarton

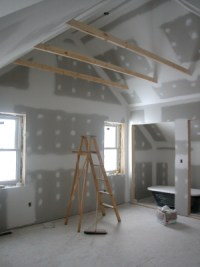
Ukázka instalace sádrokartonu v interiéru

Sádrokarton, nebo také sádrokartonové desky, je termín používaný pro společnou metodu výstavby vnitřních stěn a stropů s použitím panelů z lisované sádrové hmoty mezi dva silné kartony papíru. Vše se potom vysouší v tzv. sušárnách. Některé typy desek mají sádrové jádro napuštěno silikonem. Tyto desky se využívají v prostorách, které jsou vystaveny vodě a vlhkosti . Tzv. sádrokartonové stavebnice se používají na celém světě pro dokončení výstavby vnitřních stěn a stropů. Sádrokarton je v současné době nejrychlejším a nejsnadnějším řešením tzv. suché výstavby. Díky tomuto systému je možné stavět rychle příčky a realizovat rekonstrukce, zateplení a úpravy jakéhokoliv interiéru.

## Historie
Augustine Sackett v USA 22. května 1894 vynalezl systém vrstvení desek pro příčky a požádal o patent. Ty se skládaly ze čtyř vrstev vlněného papíru. Desky byly velké 36" × 36" a 1/4" (palce) tlusté s otevřeným okrajem. První velkovýrobna sádrokartonu vznikla v roce 1901. V roce 1909 koupila Sackettovu výrobnu sádrokartonu americká společnost US Gypsum company. První evropská továrna na sádrokarton vznikla v roce 1917 v Liverpoolu. V letech 1910–1930 došlo k průmyslové výrobě sádrokartonu. Tento vývoj dospěl do dnešní podoby, tohoto významného stavebního materiálu.

## Výroba
Samotná deska je vyrobena z papíru, kde vnitřní jádro tvoří hemi-hydrát ve formě síranu vápenatého (CaSO4 · ½ H2O), surového sádrovce (CaSO4 · 2 H2O). Tato směs se smísí s vlákny (typicky papír nebo ze skleněných vláken), plastifikátoru, pěnidla a jemně mleté sádry jako urychlovače, EDTA, škrobu nebo jiných látek, které mohou zamezit výskytu plísním a také zvýšit požární odolnost (sklolaminát), voskové emulze nebo silany pro nižší nasákavost vody.
Následně je vytvořen sendvič – jádro mokré sádry mezi dva listy papíru nebo těžké laminátové podložky. Potom se jádro sendviče suší ve velké sušicí komoře. Po vysušení se sendvič stane tuhý a dostatečně silný pro použití jako stavební materiál.

## Vlastnosti sádrokartonu

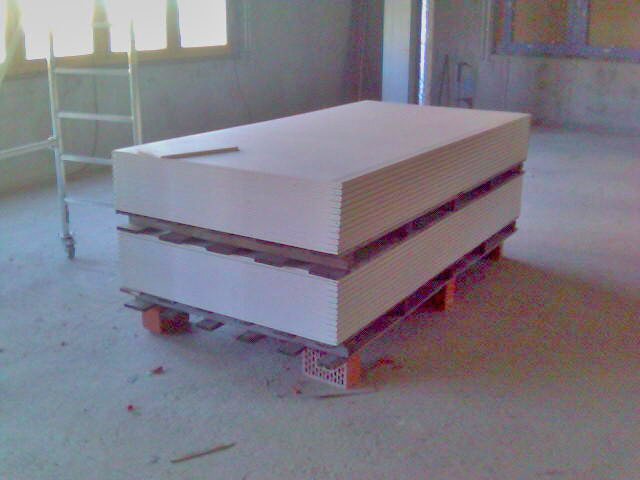
Sádrokartonové desky

- Základem je sádra a papír, jenž funguje jako tepelná izolace a zvuková izolace.
- Zajišťuje regulace vlhkosti v místnostech.
- Sádrokarton má protipožární odolnost 30 A min. Při použití desek větší tloušťky tuto odolnost zvýšíme.
- Sádrokarton se montuje převážně na ocelové tenkostěnné profily.

### Výhody
- Tvarovatelnost
- Pevnost
- Jednoduché řezání
- Životnost
- Izolační vlastnosti
- Rychlá a snadná instalace
- Některé typy lze používat ve venkovních a vlhkých prostorách

### Nevýhody
- Na sádrokarton je zakázáno používat jakékoliv prvky obsahující vápno, vodní sklo a silikáty, nevhodné jsou také disperzní silikátové barvy.
- Před malováním se sádrokarton musí připravit penetrací a vyrovnat savost podkladu. Na nátěr sádrokartonu existují speciální přípravky.
- Při malování sádrokartonu je větší spotřeba barvy.
- Při finálním přebroušení zvýšená prašnost.

## Montáž

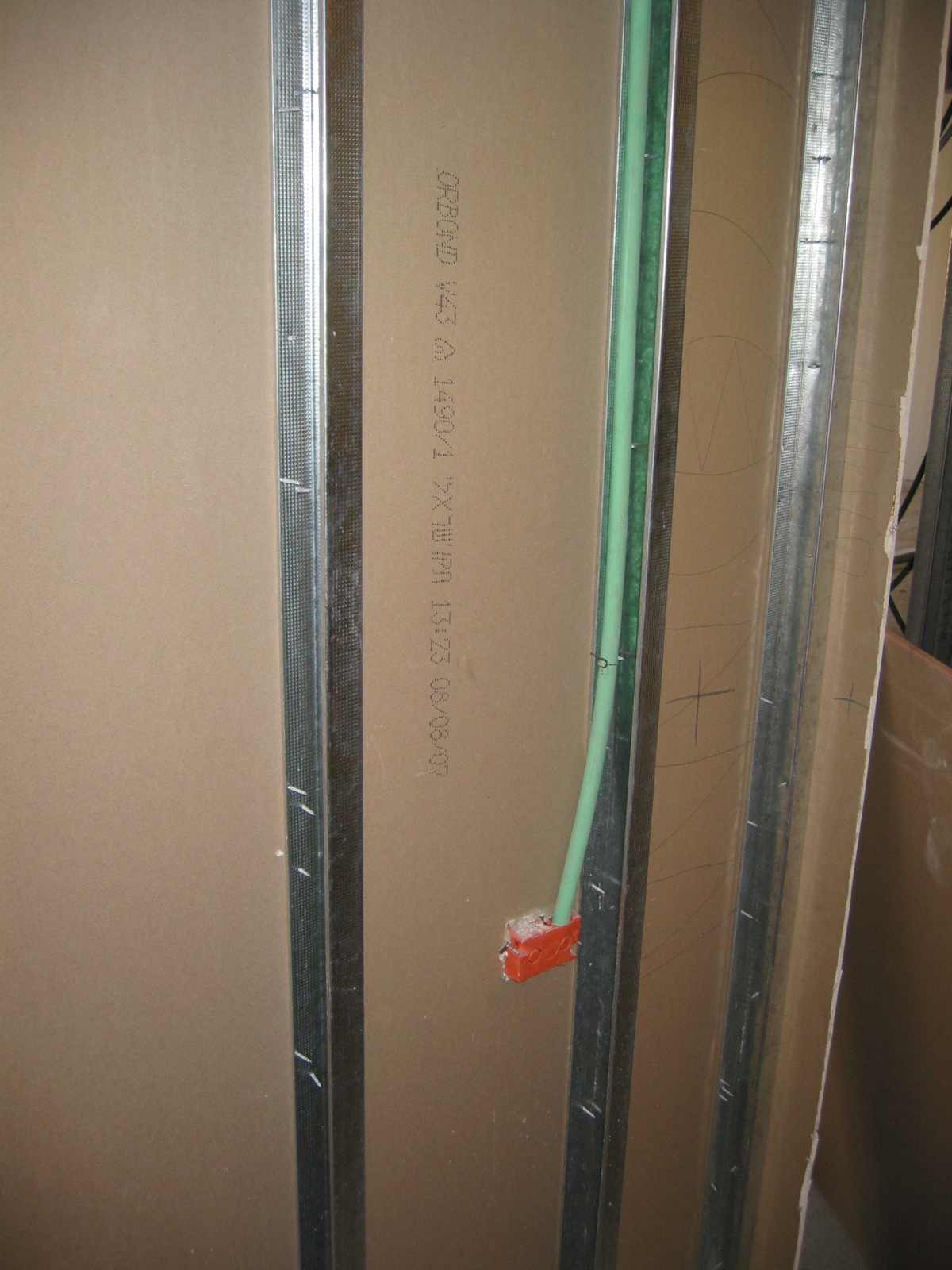
Ukázka montáže, kde jsou vidět ocelové tenkostěnné pozinkované profily

- Na začátku je potřeba navrhnout a rozměřit umístění příček, podhledů a dveří.
- Vodováhou je potřeba rozměřit kolmost stěn. Vše narýsovat na stávající zeď, popřípadě na podlahu, pokud se jedná o příčku v prostoru.
- Konstrukci sádrokartonové příčky tvoří nosný rošt z ocelových tenkostěnných pozinkovaných profilů . Můžeme použít i rošt dřevěný. Rošt by měl být vyplněn minerální vatou, jakožto tepelným a zvukovým izolantem.
- Pro docílení optimální zvukové izolace, je zapotřebí nalepit na ocelový U profil těsnicí pásku, která se následně k podlaze připevní zatloukacími hmoždinkami, popřípadě šrouby.
- Nyní se postaví CW-profily a vše se zafixuje samořeznými šrouby (LB 3,5x9,5 mm).
- Sádrokartonové desky musí k sobě těsně doléhat.
- Sádrokartonovou desku v místě dělení nařízneme ostrým nožem papír z lícové strany, tlakem z rubové strany desku zlomíme a následně prořízneme papír.
- Vyřízneme pilkou potřebné výřezy pro zásuvky, vypínače, konstrukcí protáhneme kabely, popř. trubky na vodu, kanalizaci, plyn apod.
- Spáry mezi deskami, poškozená místa, hlavičky šroubů je potřeba důkladně zatmelit tmelící sádrovou hmotou. Po vytvrdnutí přebrousit.
- Přechod mezi sádrokartonovou příčkou a zdivem tmelíme akrylátovým přetíratelným tmelem.
- Sádrokartonovou příčku můžeme upravit jakýmkoliv způsobem (malba, tapety, minerální omítky, apod.).

## Výrobci v Evropě
- Rigips zastoupení v ČR jako součást koncernu Saint-Gobain Construction Products CZ a.s., divize RIGIPS
- Norgips
- Knauf
- Danogips
- Lafarge

## Rozměry
- Následující tabulka popisuje nejběžnější rozměry sádrokartonových desek, které se v Evropě prodávají.
- V obchodech jsou nabízeny také speciální formáty, které jsou pouze na objednávku.

| Tloušťka (mm)                            | Šíře (mm)                | Délka (mm) |
| ---------------------------------------- | ------------------------ | ---------- |
| 9,5 12,5 15,0 18,0                       | 1250 (Sonderbreite 1200) | 2000–4000* |
| 20,0 25,0                                | 600 + 625                | 2000–3500* |
| 9,5                                      | 400–1200                 | 2000–3000  |
| * Nejběžnější prodávaná délka je 2000 mm |                          |            |